# Hirō Kanamori
Hirō Kanamori (jap. 金森 博雄 Kanamori Hirō; ur. 17 października 1936 roku w Tokio) – japoński sejsmolog, jego badania przyczyniły się do zrozumienia zjawisk fizycznych zachodzących podczas trzęsień ziemi oraz powodujących je procesów tektonicznych. Odznaczony Nagrodą Kioto i Złotą i Srebrną Gwiazdą Orderu Świętego Skarbu.

## Życiorys
Hirō Kanamori urodził się 17 października 1936 roku w Tokio. W 1959 roku ukończył studia na Wydziale Nauk Ścisłych Uniwersytetu Tokijskiego. Tam też rozpoczął pracę jako pracownik naukowy w 1962 roku, a w 1964 zdobył doktorat z geofizyki.
Przeniósł się do Stanów Zjednoczonych i od 1965 roku podjął pracę naukową na California Institute of Technology, a od 1969 był także profesorem wizytującym na Massachusetts Institute of Technology. W międzyczasie, w 1966 roku, został najpierw profesorem nadzwyczajnym Uniwersytetu Tokijskiego, a w 1970 roku profesorem zwyczajnym i dyrektorem Instytutu badań nad trzęsieniami ziemi – Tokyo Daigaku Jishin Kenkyu-jo (jap. 東京大学地震研究所). W 1972 został profesorem na California Institute of Technology. W roku 1985 przez rok pełnił funkcję przewodniczącego Seismological Society of America. W latach 1990–1998 był dyrektorem laboratorium sejsmologicznego na California Institute of Technology. Od 2006 jest wizytującym profesorem Uniwersytetu w Nagoji.
Jego badania nad źródłami ogromnych trzęsień ziemi i procesami podczas nich zachodzącymi, doprowadziły do rozwoju systemów wczesnego ostrzegania przed tymi kataklizmami, co przyczyniło się do redukcji skali zniszczeń. Miał duży wkład w teorię ruchów tektonicznych. W 1979 roku wraz z Thomasem C. Hanksem zaproponowali nowe podejście do liczbowego pomiaru wielkości trzęsienia ziemi, wprowadzając magnitudę – wcześniej wielkość wyrażana była skalą Richtera. Wyniki jego badań znajdują zastosowanie również w systemach ostrzegania przed tsunami, systemy na nich oparte funkcjonują w południowej Kalifornii i Japonii.

## Nagrody i wyróżnienia
- 1987, członkostwo w Amerykańskiej Akademii Sztuk i Nauk[4]
- 1993, Arthur L. Day Prize and Lectureship, National Academy of Sciences[5]
- 1993, California Scientist of the Year Award, California Science Center[6]
- 1994, Nagroda Asahi, Asahi Shimbun[7]
- 1996, Walter H. Bucher Medal, American Geophysical Union[8]
- 2004, Japan Academy Prize, The Japan Academy[9][10]
- 2006, Zasłużony dla kultury[2]
- 2007, Nagroda Kioto w dziedzinie nauk podstawowych[1]
- 2014, Złota i Srebrna Gwiazda Orderu Świętego Skarbu[2]

## Publikacje
- Hiroo Kanamori, Synthesis of long-period surface waves and its application to earthquake source studies-Kurile Islands earthquake of October 13, 1963, „Journal of Geophysical Research”, 75 (26), 1970, s. 5011-5027, DOI: 10.1029/JB075i026p05011, ISSN 0148-0227 (ang.).
- Hiroo Kanamori, Don L. Anderson, Theoretical basis of some empirical relations in seismology, „Bulletin of the Seismological Society of America”, 65 (5), 1 października 1975, s. 1073-1095 (ang.).
- Hiroo Kanamori, Seiya Uyeda, Back-arc opening and the mode of subduction, „Journal of Geophysical Research”, 84 (B3), 1979, s. 1049–1061, DOI: 10.1029/JB084iB03p01049.
- Thomas C. Hanks, Hiroo Kanamori, Moment magnitude scale, „Journal of Geophysical Research”, 84 (B5), 1979, s. 2348–2350, DOI: 10.1029/JB084iB05p02348 (ang.).
- Larry Ruff, Hiroo Kanamori, Seismicity and the subduction process, „Physics of the Earth and Planetary Interiors”, 23 (3), 1980, s. 240–252, DOI: 10.1016/0031-9201(80)90117-X (ang.).
- Marius Vassiliou, Hiroo Kanamori, The energy release in earthquakes, „Bulletin of the Seismological Society of America”, 72, 1 kwietnia 1982, s. 371–387 (ang.).
- Masayuki Kikuchi, Hiroo Kanamori, Inversion of complex body waves, „Bulletin of the Seismological Society of America”, 72 (2), 1 kwietnia 1982, s. 491–506 (ang.).
- Hiroo Kanamori, Larry Ruff, The rupture process and asperity distribution of three great earthquakes from long-period diffracted P-waves, „Physics of the Earth and Planetary Interiors”, 31 (3), 1983, s. 202-230, DOI: 10.1016/0031-9201(83)90099-7 (ang.).
- Masayuki Kikuchi, Hiroo Kanamori, Inversion of complex body waves-II, „Physics of the Earth and Planetary Interiors”, 43 (3), 1986, s. 205-222, DOI: 10.1016/0031-9201(86)90048-8 (ang.).
- Masayuki Kikuchi, Hiroo Kanamori, Inversion of complex body waves-III, „Bulletin of the Seismological Society of America”, 81 (6), s. 2335-2350 (ang.).
- Hiroo Kanamori, The energy release in great earthquakes, „Journal of Geophysical Research”, 82, 1997, 2981-2987 - numer = 20, DOI: 10.1029/JB082i020p02981 (ang.).
- Hiroo Kanamori, Egill Hauksson, Thomas Heaton, Real-time seismology and earthquake hazard mitigation, „Nature” (390), 1997, s. 461-464, DOI: 10.1038/37280 (ang.).
- Richard M. Allen, Hiroo Kanamori, The potential for earthquake early warning in southern California, „Science”, 300 (5620), 2003, s. 786–9, DOI: 10.1126/science.1080912 (ang.).
- Yih-Min Wu i inni, Determination of earthquake early warning parameters, τc and Pd, for southern California, „Geophysical Journal International”, 170 (2), 2007, s. 711–717, DOI: 10.1111/j.1365-246X.2007.03430.x (ang.).
- Aldo Zollo i inni, A threshold-based earthquake early warning using dense accelerometer networks, „Geophysical Journal International”, 183 (2), 2010, s. 963–974, DOI: 10.1111/j.1365-246X.2010.04765.x (ang.).